# Caribbean Cinemas
Caribbean Cinemas es una cadena de salas de cine en el Caribe. Es la única gran cadena en Puerto Rico, después de que su principal competidor CineVista, se declaró en quiebra y cerró todas sus salas de cines. La cadena se ha expandido a República Dominicana, San Cristóbal y Nieves, Santa Lucía, Antigua y Barbuda, Aruba, Panamá, Trinidad y Tobago, San Martín, Islas Vírgenes de los Estados Unidos, Guyana, Curazao, Guadalupe, Bolivia, y Guatemala.

## Historia y expansión
En 2005, Caribbean Cinemas compró la ubicación del segundo piso de CineVista en Plaza Las Américas después de que esta última empresa lo cerrara; reapertura bajo la marca Caribbean Cinemas como la más grande de la cadena, con 17 salas de cine. En 2007, CineVista también cerró su ubicación en el segundo piso de Plaza del Norte antes de declararse en quiebra y finalmente cerrar; Caribbean Cinemas también optó por comprar el espacio vacío cinco años después y reabrió como Caribbean Cinemas en mayo de 2012 con 5 salas de cine y una en 3D.  En octubre de 2016, Caribbean Cinemas anunció que construiría una nueva ubicación y su primer formato premium, denominado Caribbean Cinemas VIP, en el Distrito del Centro de Convenciones de Puerto Rico, con siete salas de teatro y una en formato premium premium. El 19 de junio de 2019, Caribbean Cinemas celebró su 50 aniversario ofreciendo todas las proyecciones de películas a precios de apertura solo ese día.

## Digital 3D
En febrero de 2009, Caribbean Cinemas debutó con su primer cine digital en 3D con Jonas Brothers: The 3D Concert Experience en Plaza las Américas. A lo largo de los años, se han proyectado más películas digitales en 3D en la mayoría de los lugares con al menos una sala de cine optimizada para ello.

## Gran formato premium
En diciembre de 2014, Caribbean Cinemas inauguró su primera sala de cine premium de gran formato, denominada Caribbean Cinemas Extreme (CXC), en Las Catalinas Mall, un formato de teatro de asientos reservados de pantalla grande premium. Utiliza un proyector 4K y emplea el sistema de sonido Dolby Atmos, que transmite 128 canales de audio y más de 30 000 vatios de potencia a más de 60 altavoces ubicados en todo el salón para un sonido de 360°. En los meses siguientes, se han reconvertido cuatro salas de teatro más en localidades de Plaza las Américas, Plaza del Caribe, Plaza Guaynabo y Barceloneta. A Montehiedra se le agregó un CXC luego de su importante renovación en 2016, convirtiéndose en la quinta pantalla de gran formato de la compañía.

## IMAX y 4DX

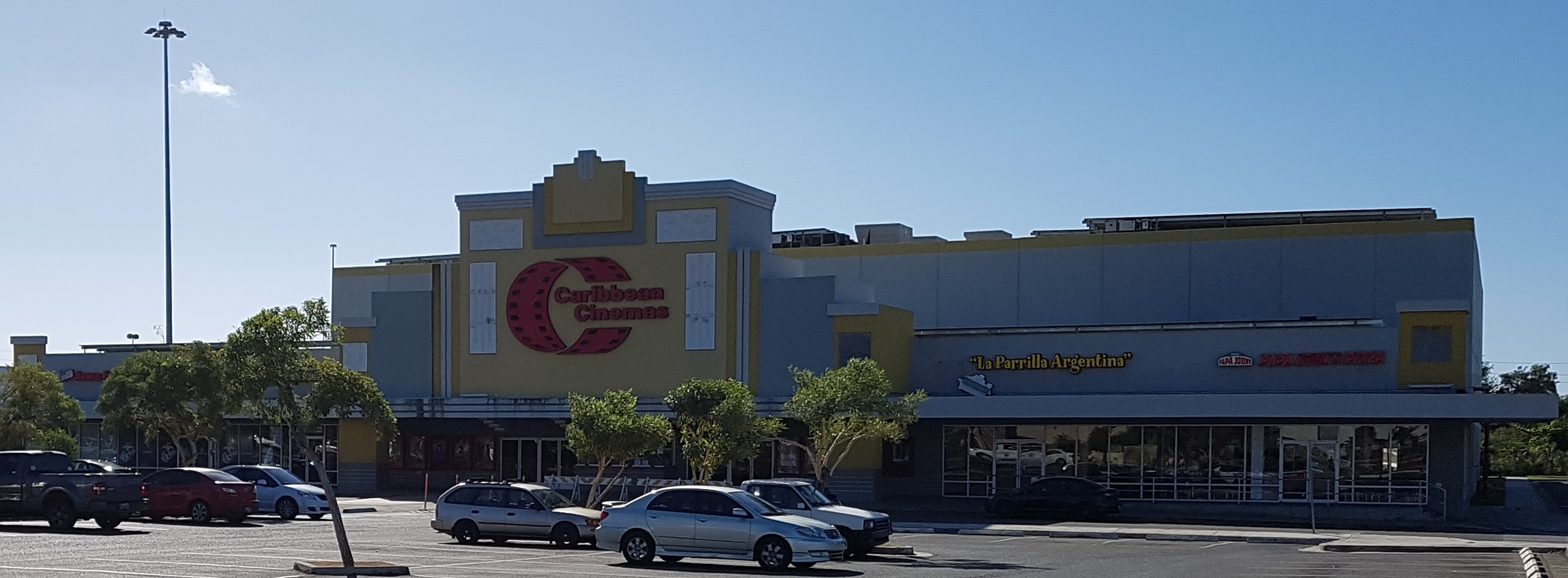
Caribbean Cinemas en Plaza del Caribe en Ponce (Puerto Rico).

En febrero de 2016, Caribbean Cinemas anunció la llegada de las primeras salas IMAX y 4DX al recinto de Montehiedra, por lo que tuvo que someterse a una renovación completa. Como parte de los planes, se construiría un segundo piso para el teatro IMAX, lo que significa que de las 14 salas que siempre ha tenido desde 1996, dos debían fusionarse para cumplir con los estándares de un teatro IMAX con capacidad para 400 personas. Otra renovación en la ubicación de Montehiedra es la primera 4DX sala de cine en Puerto Rico con asientos de movimiento sincronizado y efectos especiales como rayos estroboscópicos, neblina, viento y burbujas. En mayo de 2016, Caribbean Cinemas anunció que AT&T y Toyota serían los patrocinadores corporativos de los cines IMAX y 4DX, respectivamente, en su apertura en Montehiedra Cinemas. Reabrió en junio de 2016 estrenando las primeras salas IMAX y 4DX en Puerto Rico.
La sala Caribbean Cinemas en Plaza Carolina también fue remodelada para dar paso a la segunda sala de la cadena en contar con 4DX e IMAX, anunciada en agosto de 2018 e inaugurada en noviembre de ese mismo año.

## Cine Kids
En junio de 2022, Caribbean Cinemas inauguró Cine Kids, una sala de teatro especial diseñada para niños de 2 a 10 años con un área de juegos y un tobogán, en la ubicación de Las Catalinas como parte de una renovación.